# Lathyrus filiformis
Lathyrus filiformis là một loài thực vật có hoa trong họ Đậu. Loài này được (Lam.) Gay miêu tả khoa học đầu tiên.